# Ichchapuram
Ichchapuram là một thành phố và khu đô thị của quận Srikakulam thuộc bang Andhra Pradesh, Ấn Độ.

## Địa lý
Ichchapuram có vị trí 19°07′B 84°42′Đ / 19,12°B 84,7°Đ Nó có độ cao trung bình là 7 mét (22 feet).

## Nhân khẩu
Theo điều tra dân số năm 2001 của Ấn Độ, Ichchapuram có dân số 32.650 người. Phái nam chiếm 48% tổng số dân và phái nữ chiếm 52%. Ichchapuram có tỷ lệ 53% biết đọc biết viết, thấp hơn tỷ lệ trung bình toàn quốc là 59,5%: tỷ lệ cho phái nam là 64%, và tỷ lệ cho phái nữ là 44%. Tại Ichchapuram, 13% dân số nhỏ hơn 6 tuổi.